# 紙箱戰機WARS
《紙箱戰機WARS》（日语：ダンボール戦機WARS）為LEVEL-5公司所開發的3DS用角色扮演遊戲，《紙箱戰機》系列的第三作暨第二代，預定於2013年3月17日發售。先行電視動畫於2013年4月3日至12月25日播放，逢星期三19:27-19:55於日本東京電視台播出。全37話。

## 故事大綱
時間為2055年，前作《紙箱戰機W》的4年後，LBX成為世界最受歡迎的運動，還建立了有企業背景的職業聯賽。故事圍繞在今作主角瀨名新入讀神威島上的神威大門統合學園後所發生的事。

## 用語和世界觀

### 神威島（）
神威商店街
以日本經濟高速成長期為原型，街道設計重現二十世紀六十年代的模樣，那段時期日本的發展舉世矚目，人們積極向上不畏艱難，充滿了拼搏精神，設計者認為重現那時的環境能良好激發LBX選手們的戰鬥慾望。
神威大門統合學園
被稱為神之門，集結了最強LBX選手的學校。
入學條件是在正式LBX大賽上獲得三次以上冠軍，入學前學員要先將LBX和CCM以及移動手機交由學校保管。
純咖啡店斯瓦羅
售賣神威島特產巧克力雪榚，十分美味但價錢昂貴。
達克庄
四幢學生宿舍的其中一棟，「杰諾克」、「哈尼斯」和「波爾頓」學員住宿的地方。

### 假想國勢力（）
杰諾克（Jenock）
瀨名新所屬勢力，範圍包刮現實中的中國東部，日本，台灣以及菲律賓。經常與鄰近強國羅修斯聯合發生軍事衝突。雖然是小國但由於第一小隊的出色表現，而不斷佔領對方國土。第19集開始跟哈尼斯是同盟關係。制服是深藍色。
（Rossius）
最常見勢力，與另一大勢力的阿拉比斯特同盟軍經常互相攻擊。法條無樂所屬勢力，經常跟瀨名新所屬國家杰諾克戰鬥。制服是灰色。
阿拉比斯特同盟軍（Arabista Alliance）
為了應對強國羅修斯聯合，因此由多個小國合併而成，是另一強國。制服是黃褐色。除了哈尼斯(巴西東部)和克魯賽德(格陵蘭)以外的美洲地區皆是其勢力範圍。
哈尼斯（Harness）
遊戲中玩家所屬勢力，由於古城武製造LBX的實力和在海道金司令官領導下，這個小國一直不斷勝利。第19集開始跟杰諾克是同盟關係。制服是紫色。大約是處於現實中巴西東部。
朗多利亞（Londonia）
制服是深綠色。大約是處於現實中伊比利半島製法國一帶。
菜昂納德（Glenschtim）
制服是白色。領土範圍在現實中北歐，西歐，東歐西半部和伊比利半島之外的南歐。
波爾頓（Porton）
位於大海中的小島，由位置和地形來看大約是處於現實中夏威夷群島的位置。由於地理位置不重要、資源也不多、加上國家太小，最後沒有大國選擇入侵。小隊隊員以及司令官也一直被無視。制服是青綠色。
克魯賽德（Crusade）
制服是橙色。大概位於現實中的格陵蘭。
艾澤爾丹（Ezelderm）
第21集新增的假想國，由神秘的新老師賽雷迪‧克萊斯勒負責的新假想國，學生主要來自「強盜」成員。制服是黑色。
第28集公開證實「艾澤爾丹」和「強盜」是同一個組織。
強盜（Bandit）
第12集出現神秘組織。
因為入侵戰爭時沒有佔領據點的正常行動，所以被稱為「強盜」。

### 特別用語
（War Time）
神威大門統合學園放學後進行的模擬戰爭。學生根據年級被隨機分成三十個互相敵對的勢力，然後以小隊形式進行互相對戰，時間為兩小時（15:00-17:00）。
目的是模擬世界大戰，將世界各國軍力替換相應數量和性能的LBX進行摸擬戰爭。數據包括擁有的資源、科技力、與他國同盟的關係，來反映假想國戰力。
沒有進行戰爭任務的小隊，可以自行放學做自己的事，或是到觀察室觀看任何地區的戰況。
實驗型現實主義ERP計劃（Experiment Realism Project）
聯合國統合政府推行的實驗。
世界上各國現在處於關係緊張階段，因此透過戰爭時代（War Time）預測結果來防止現實戰爭的爆發。
因為人類的感情會影響戰爭局勢，而且電腦不能模擬，所以利用實戰去分析現況。
第二世界（Second World）
學員進行模擬戰的地方，位於校園地底，直徑長達十公里，由多條柱狀體組成。啟動後影像會實體化，地形與實際地面上相同，擁有和現實世界的功能。太陽光模擬裝置能顯示時間的流逝及天氣狀況。
假想國勢力分為九個國家：
「傑諾克」、「阿拉比斯特同盟軍」、「哈尼斯」、「朗多利亞」、「菜昂納德」、「波爾頓」、「克魯賽德」和「艾澤爾丹」。
控制艙（Control Pod）
與舊作外形相似。學員需將CCM插入，從而遠距離遙控LBX。
機體載具（Craft Carrier）
外形類近貨車但能在空中飛行，在模擬戰爭中運送LBX到戰場的交通工具。
銀幣（Silver Credit）
每周獎勵在中取得佳績者的點數，用作換取高性能LBX及裝備。
敗北（LOST）
LBX在對戰中被完全破壞，選手會被視為戰死，將被學校強行開除。
破敗（Break Over）
LBX因受到攻擊而失去活動能力但沒被破壞，不會被學校強行開除。
撤退姿勢（Escape Stance）
LBX即將被完全破壞時使用，需得到隊長允許。使用時不能活動並維持姿勢，只要在五秒時間內不被破壞便能開啟防護罩，從而保護機體，但不能繼續作戰。
多功能武裝背包（Multi Gimmick Sack）
2055年的LBX最新專用裝備，是裝在LBX背部的一種特殊裝備。裝有此裝備的LBX，能藉由將武器組裝變形成不同的形態，來應付各種戰況。在使用多功能武裝背包時，CCM會發出「Set Up XX」的指令（XX為使用多功能武裝背包組裝的武器名稱）。
殞石之匙（Parasite Key）
能够进入管理第二世界的系统“失落之地”，一共有三把。
第一把在第21集證實已落入“强盗”手中；第三把在杰诺克第三小队队长东乡陆也的LBX中，在第29集已被“强盗”搜索得知，在第30集夺得；第二把在羅修斯第二十七小隊隊長剑菱渡的LBX中，在第28集夺得。
Overload
一种在面对极端状况时本能地促使人脑内的能力觉醒。指人脑处于极度活跃状态，看到的所有事物像是慢镜头且反应速度极快。换句话说，能做到与LBX人机一体进行超高速战斗，是非常厉害的能力。但是，让大脑持续高速运转体力负担非常大，也使机体运动过载而破坏。如果能熟练掌握将成为强力的武器，对于LBX选手来说是一把双刃剑。
世界拯救者（World Saver）
世界知名的恐怖分子。賽雷迪‧克萊斯勒是其核心成員。
旗幟（Flag）
旗幟是第二世界中，代表據點的標誌。為一柱狀物，柱狀物上有擁有此據點的假想國標誌，頂部有進度條，四周有一圓圈。佔領據點時，戰機需進入旗幟四周的圓圈範圍內停留一段時間，此時旗幟上方的進度條會顯示佔領進度。若進度條已滿，系統會廣播提醒該據點已被攻佔。原佔領之假想國的登錄機體需立即停止戰鬥，並離開該據點範圍。

## 電視動畫

### 工作人員
- 企劃、總監修／故事原案：日野晃博
- 原作：LEVEL-5
- 連載：COROCORO COMICS
- LBX設計：園部淳
- 角色原案：椎野央子
- 監督：高橋直人
- 系列構成：富岡淳廣
- 戰鬥動作主任：深澤幸司
- 角色設計：西村博之
- 總作畫監督：大橋俊明、田中紀衣
- 音樂：近藤嶺
- 音響監督：三間雅文

### 主題曲

#### 片頭曲
- 「無限マイセルフ」（第1話 - 第21話）

作詞：大森祥子
作曲：原一博
編曲：家原正樹
歌：リトルブルーボックス
- 「エターナル」（第22話 - 第37話）

作詞：森月キャス
作曲：yui
編曲：家原正樹
歌：リトルブルーボックス

#### 片尾曲
- 「神様 ヤーヤーヤー」（第2話 - 第21話）

作詞、作曲：TSUKASA
編曲：田邊惠二
歌：Dream5
- 「ぼくたちのウォーズ」（第22話 - 第36話）

作詞：大森祥子
作曲：山口寬雄
編曲：Kon-K
歌：瀨名新（逢坂良太）、星原光（石塚さより）、出雲春樹（前野智昭）
- 「閃き」（第37話）

作詞：森月キャス
作曲：yui
編曲：菊池知樹
歌：瀨名新（逢坂良太）

### 各話標題
| 話數   | 日語標題 | 中文標題           | 香港標題           | 劇本       | 分鏡           | 演出           | 作畫監督                    | 總作畫監督 |
| ------ | -------- | ------------------ | ------------------ | ---------- | -------------- | -------------- | --------------------------- | ---------- |
| 第1話  |          | 降临战场之日       | 踏入戰場之日       | 日野晃博   | 松田清         | 松田清         | 鯉川慎平                    | －         |
| 第2話  |          | 恐怖的戰爭時代     | 恐怖的War time     | 古怒田健志 | 小柴純也       | 千葉大輔       | 吉田功介                    | 田中紀衣   |
| 第3話  |          | 死神紫色恶魔       | 死神Violet Devil   | 山田健一   | 成田歲法       | 清水明         | 山崎愛                      | 大橋俊明   |
| 第4話  |          | 被託付的新兵器     | 受託付的新兵器     | 藤咲淳一   | 高橋滋春       | 遠藤晉         | 氏家章雄                    | 田中紀衣   |
| 第5話  |          | 黑风营地的陷阱     | 黑風營的陷阱       | 福嶋幸典   | 鈴木輪流朗     | 鈴木輪流朗     | 關口雅浩                    | 大橋俊明   |
| 第6話  |          | 阵型攻击           | 組合攻擊           | 神山修一   | 若野哲也       | 若野哲也       | 大澤美奈                    | 田中紀衣   |
| 第7話  |          | 要塞战车埃尔德班德 | 要塞戰車艾魯德班德 | 樋口達人   | 花井宏和       | 花井宏和       | 藤田正幸                    | 大橋俊明   |
| 第8話  |          | 出击 运载装甲      | 出擊 騎乘裝甲      | 富岡淳廣   | 佐藤光敏       | 佐藤光敏       | 宮川友夏里 日高真由美       | 田中紀衣   |
| 第9話  |          | LBX的墓场          | LBX之墓            | 藤咲淳一   | 松田清         | 松田清         | 今井雅美、大河內忍          | 大橋俊明   |
| 第10話 |          | 大型機器人襲來           | 羅傑特諾德侵襲     | 古怒田健志 | 高橋滋春       | 白石道太       | 吉田巧介                    | 田中紀衣   |
| 第11話 |          | 传颂之物           | 薪火相傳           | 藤咲淳一   | 佐藤昌文       | 佐藤昌文       | 阿部千秋                    | 大橋俊明   |
| 第12話 |          | 入侵者 强盗        | 亂人者 強盜        | 神山修一   | 平田智浩       | 宮田亮         | 關口雅浩                    | 田中紀衣   |
| 第13話 |          | 我的归宿           | 我身處的地方       | 藤咲淳一   | 遠藤晉         | 遠藤晉         | 氏家章雄                    | 大橋俊明   |
| 第14話 |          | 「天使碎片」攻略战 | 天使碎片攻略戰     | 樋口達人   | 若野哲也       | 若野哲也       | 吉田巧介、北山景子          | 田中紀衣   |
| 第15話 |          | 宿命的對決         | 宿命的對決         | 富岡淳廣   | 花井宏和       | 福本潔         | 藤田正幸                    | 大橋俊明   |
| 第16話 |          | 沉睡之森吉兰       | 沉睡的潔蘭森林     | 福嶋幸典   | 佐藤光敏       | 佐藤光敏       | 宮川友夏里 日高真由美       | 田中紀衣   |
| 第17話 |          | 無形的LBX          | 消失的LBX          | 古怒田健志 | 下司泰弘       | 下司泰弘       | 山崎愛 香田和樹             | 大橋俊明   |
| 第18話 |          | 真相大白           | 認清的事實         | 神山修一   | 平田智浩       | 白石道太       | 吉田巧介                    | 田中紀衣   |
| 第19話 |          | 為了這個世界       | 為了這個世界       | 藤咲淳一   | 松田清         | 松田清         | 大河內忍                    | 大橋俊明   |
| 第20話 |          | 死亡森林的戰鬥     | 死亡之森的戰鬥     | 山田健一   | 鈴木輪流朗     | 鈴木輪流朗     | 關口雅浩                    | 田中紀衣   |
| 第21話 |          | 觉醒               | 觉醒               | 富岡淳廣   | 川西泰二       | 川西泰二       | 藤田正幸                    | 大橋俊明   |
| 第22話 |          | 新的機體           | 新的機體           | 樋口達人   | 若野哲也       | 若野哲也       | 大澤美奈                    | 田中紀衣   |
| 第23話 |          | 被盯上的小光       | 被狙擊的阿光       | 古怒田健志 | 佐藤昌文       | 佐藤昌文       | 阿部千秋                    | 大橋俊明   |
| 第24話 |          | 波爾頓的驕傲       | 波露頓的榮耀       | 福嶋幸典   | 外山草         | 青柳宏宜       | 宮川友夏里 日高真由美       | 田中紀衣   |
| 第25話 |          | 通向复活的道路     | 复活的路           | 藤咲淳一   | いわもとやすお | 清水一伸       | 吉田巧介                    | 大橋俊明   |
| 第26話 |          | 懷疑第二世界       | 對第二世界抱有疑惑 | 富岡淳廣   | 外山草         | 高橋滋春       | 氏家章雄                    | 田中紀衣   |
| 第27話 |          | 甦醒的戰士         | 甦醒的戰士         | 神山修一   | 下司泰弘       | 下司泰弘       | 山崎愛、小海雄司 後藤麻梨子 | 大橋俊明   |
| 第28話 |          | 激战 无乐VS京次    | 激鬥 無樂VS京次    | 山田健一   | 高橋滋春       | 川西泰二       | 藤田正幸                    | 田中紀衣   |
| 第29話 |          | 复活 紫色恶魔      | 复活 Violet Devil  | 福嶋幸典   | 松田清         | 松田清         | 增田哲彌                    | 大橋俊明   |
| 第30話 |          | 塞雷迪的真面目     | 塞雷迪的真正身份   | 神山修一   | 若野哲也       | 若野哲也       | 西野文那                    | 田中紀衣   |
| 第31話 |          | 我们的世界联合     | 我們的世界連合     | 樋口達人   | 平田智浩       | 外山草         | 大河内忍                    | 大橋俊明   |
| 第32話 |          | 世界改变之时       | 世界改变之时       | 古怒田健志 | 下司泰弘       | 清水明         | 阿部千秋                    | 田中紀衣   |
| 第33話 |          | 新的決心           | 阿新的決心         | 藤咲淳一   | 外山草         | 佐藤光敏       | 宮川友夏里 日高真由美       | 大橋俊明   |
| 第34話 |          | 真正的战斗         | 真正的戰鬥         | 山田健一   | 飯田崇         | 清水一伸       | 大澤美奈                    | 田中紀衣   |
| 第35話 |          | 箱中的战争         | 箱里的战争         | 富岡淳廣   | オオマチショウ | オオマチショウ | 藤田正幸                    | 大橋俊明   |
| 第36話 |          | 最終決戰           | 最終決戰           | 富岡淳廣   | 松田清         | 松田清         | 增田哲彌、大河內忍 西野文那 | 田中紀衣   |
| 第37話 |          | 向着我们的未来     | 走向我們的未來     | 富岡淳廣   | 新田典生       | 新田典生       | 大橋俊明                    | -          |

### 播放電視台
| 播放地區       | 播放電視台           | 播放日期                                                                     | 當地播放時間                                             | 所屬聯播網            | 備註                                           |
| -------------- | -------------------- | ---------------------------------------------------------------------------- | -------------------------------------------------------- | --------------------- | ---------------------------------------------- |
| 關東廣域圈     | 東京電視台（製作局） | 2013年4月3日 - 12月25日                                                      | 週三 19:27 - 19:55                                       | 東京電視網系列        | 含字幕 『動畫×動畫!』檔 （7月24日 - 12月25日） |
| 北海道         | 北海道電視台         | 2013年4月3日 - 12月25日                                                      | 週三 19:27 - 19:55                                       | 東京電視網系列        | 含字幕 『動畫×動畫!』檔 （7月24日 - 12月25日） |
| 愛知縣         | 愛知電視台           | 2013年4月3日 - 12月25日                                                      | 週三 19:27 - 19:55                                       | 東京電視網系列        | 含字幕 『動畫×動畫!』檔 （7月24日 - 12月25日） |
| 大阪府         | 大阪電視台           | 2013年4月3日 - 12月25日                                                      | 週三 19:27 - 19:55                                       | 東京電視網系列        | 含字幕 『動畫×動畫!』檔 （7月24日 - 12月25日） |
| 岡山縣・香川縣 | 瀨戶內電視台         | 2013年4月3日 - 12月25日                                                      | 週三 19:27 - 19:55                                       | 東京電視網系列        | 含字幕 『動畫×動畫!』檔 （7月24日 - 12月25日） |
| 福岡縣         | TVQ九州放送          | 2013年4月3日 - 12月25日                                                      | 週三 19:27 - 19:55                                       | 東京電視網系列        | 含字幕 『動畫×動畫!』檔 （7月24日 - 12月25日） |
| 日本全域       | 萬代頻道             | 2013年4月4日 - 12月26日                                                      | 週四 12:00 更新                                          | 網路播放              | 開播後1週免費                                  |
| 日本全域       | AT-X                 | 2013年4月14日 - 7月28日 2013年8月4日 - 10月27日 2013年11月3日 - 2014年1月5日 | 週日 18:00 - 18:30 週日 18:00 - 18:25 週日 18:00 - 18:30 | CS放送                | 有重播時段                                     |
| 日本全域       | Kids Station         | 2013年7月6日 - 2014年3月29日                                                 | 週六 17:30 - 18:00                                       | CS放送                | 製作委員会参加 含字幕、重播時段                |
| 日本全域       | BS日本               | 2013年4月6日 - 12月28日                                                      | 週六 7:00 - 7:30                                         | 東京電視台系列 BS放送 |                                                |
| 宮城縣         | 仙台放送             | 2013年4月14日 - 2014年2月2日                                                 | 週日 5:30 - 6:00                                         | 富士電視台系列        |                                                |
| 滋賀縣         | 琵琶湖放送           | 2013年6月4日 - 2014年2月18日                                                 | 週二 17:15 - 17:45                                       | 独立局                |                                                |
| 廣島縣         | HOME電視台           | 2013年6月22日 - 2014年3月22日                                                | 週六 6:30 - 7:00                                         | 朝日電視台系列        |                                                |
| 山形縣         | TVU山形              | 2013年7月21日 - 10月27日 2013年11月3日 - 2014年4月6日                        | 週日 6:15 - 6:45 週日 5:45 - 6:15                        | TBS系列               |                                                |
| 和歌山縣       | 和歌山電視台         | 2013年9月20日 - 2014年3月28日 2014年4月3日 - 5月29日                         | 週五 7:30 - 8:00 週四 7:30 - 8:00                        | 独立局                |                                                |
| 靜岡縣         | 靜岡電視台           | 2013年9月22日 - 2014年6月15日                                                | 週日 5:30 - 6:00                                         | 富士電視網系列        |                                                |
| 奈良縣         | 奈良電視台           | 2013年12月21日 - 2014年9月13日                                               | 週六 10:30 - 10:59                                       | 独立局                |                                                |

| 播放地區 | 播放電視台 | 播放日期               | 當地播放時間            | 所屬聯播網  | 備註                          |
| -------- | ---------- | ---------------------- | ----------------------- | ----------- | ----------------------------- |
| 香港     | 翡翠台     | 2014年8月1日－12月25日 | 星期四、五 17:20－17:50 |             |                               |
| 臺灣     | Animax HD  | 2015年1月20日－2月25日 | 每日18:30－19:00        | 中華電信MOD | 含中文配音 有線電視含重播時段 |
| 臺灣     | Animax     | 2015年4月23日－5月29日 | 每日18:30－19:00        | 有線電視    | 含中文配音 有線電視含重播時段 |

## 漫畫
| 卷數 | 小學館        | 小學館                 |
| 卷數 | 發售日期      | ISBN                   |
| ---- | ------------- | ---------------------- |
| 1    | 2013年7月26日 | ISBN 978-4-09-141659-9 |
| 2    | 2014年1月25日 | ISBN 978-4-09-140026-0 |

## 備註
1. 1 2 3 4  臺灣Animax撥出動畫版時譯作「俄羅士聯合」。
2. 1 2 3  臺灣Animax撥出動畫版時譯作「戰爭時分」。
3. ↑  佔領成功時的廣播內容為：據點壓制完成。（該據點）的擁有權，由（原佔領的假想國）移交至（成功佔領的假想國）。請（原佔領的假想國）的登錄機體，立即停止戰鬥，並且儘速離開（該據點）範圍。（來源為臺灣Animax播出時的翻譯。）
4. ↑  TVB標題以播放時所顯示的字幕為準。
5. ↑  萬代頻道. . レスリリース/ニュースリリース配信サイト【PR TIMES】. PR TIMES. 2013-03-29  [2013-03-29]. （原始内容存档于2020-10-31）.
6. ↑  臺灣AnimaxHD先播出，之後Animax播出前提供的宣傳片是6:30日語原音版。2015年4月23日當天播出時為國語配音，為避免觀眾混淆，播出數天後取消播出節目的宣傳片。
7. ↑  台灣Animax臉書，2017/1/17閱覽。

## 外部連結
- （日語）LBX總合官方網站
- （日語）《紙箱戰機WARS》東京電視台網站 （页面存档备份，存于）

| 日本 東京電視台 星期三 19:27－19:55 節目 | 日本 東京電視台 星期三 19:27－19:55 節目 | 日本 東京電視台 星期三 19:27－19:55 節目 |
| ---------------------------------------- | ---------------------------------------- | ---------------------------------------- |
|                                          | 紙箱戰機WARS （2013年4月3日－12月25日）  |                                          |
| 紙箱戰機W                                | 閃電十一人GO 銀河                        |                                          |

| 香港 翡翠台 星期四、五 17:20－17:50 節目 10月2日、3日、11月14日、28日及12月11日臨時節目調動暫停播映 10月9日及10日臨時節目調動 17:20－18:10 10月16日臨時節目調動 17:20－17:55 10月17日臨時節目調動 17:20－18:00 12月25日 17:20－17:55 | 香港 翡翠台 星期四、五 17:20－17:50 節目 10月2日、3日、11月14日、28日及12月11日臨時節目調動暫停播映 10月9日及10日臨時節目調動 17:20－18:10 10月16日臨時節目調動 17:20－17:55 10月17日臨時節目調動 17:20－18:00 12月25日 17:20－17:55 | 香港 翡翠台 星期四、五 17:20－17:50 節目 10月2日、3日、11月14日、28日及12月11日臨時節目調動暫停播映 10月9日及10日臨時節目調動 17:20－18:10 10月16日臨時節目調動 17:20－17:55 10月17日臨時節目調動 17:20－18:00 12月25日 17:20－17:55 |
| --- | --- | --- |
| | 紙箱戰機Wars （2014年8月1日－12月25日） | |
| 向銀河開球 | Battle Spirits小霸王 | |
| 香港 翡翠台 星期一至五 15:45 - 16:15 節目 2016年12月15日及2017年1月19日臨時節目調動暫停播映 | | |
| 星光少女 彩虹舞台 重播 | 重播 （2016年12月6日－2017年1月30日） | 喜羊羊與灰太狼之開心方程式 第27－60集 |
| 香港 Animax 星期一至五 19:30－20:00 節目 | | |
| 藍龍 第一季，重播 | 紙箱戰機WARS （2015年3月9日－4月28日） | 藍龍 重播 |
| 香港 翡翠台 星期一至五 15:45 - 16:15 節目 9月23日臨時節目調動暫停播映 | | |
| 紙箱戰機W 重播 | 紙箱戰機Wars 重播 （2022年8月11日－10月3日） | 偶像星願7 Second BEAT! |

| 臺灣 Animax HD 星期一至日 18:30－19:00 節目 | 臺灣 Animax HD 星期一至日 18:30－19:00 節目 | 臺灣 Animax HD 星期一至日 18:30－19:00 節目 |
| ------------------------------------------- | ------------------------------------------- | ------------------------------------------- |
|                                             | 紙箱戰機WARS （2015年1月20日－2月25日）     |                                             |
| （頻道啟播）                                | 藍龍                                        |                                             |
| 臺灣 Animax 星期一至日 18:30－19:00 節目    |                                             |                                             |
| 紙箱戰機W 重播                              | 紙箱戰機WARS （2015年4月23日－5月29日）     | 玉子市場 重播                               |

1. 1 2 3  中途插播特別新聞報道
2. ↑  插播《行政長官記者會》